# Avraham Grant
Avraham Grant (Petah Tiqwa, 6 febbraio 1955) è un allenatore di calcio israeliano di origini inglesi, commissario tecnico della nazionale zambiana.

## Carriera
Iniziò ad allenare già nel 1972 nel settore giovanile dell'Hapoel Petah Tiqwa. Dopo tredici anni trascorsi con il club e una vittoria nella Liga Leumit l'Noar, nel 1985 fu promosso allenatore della prima squadra, che condusse a due vittorie finali nella Toto Cup, riuscendo a riportare l'Hapoel Petah Tiqwa nell'élite del calcio israeliano dopo quasi venticinque anni.
Nella stagione successiva Grant fu ingaggiato dal Maccabi Tel Aviv e vinse il titolo nazionale con tredici punti di vantaggio sulla seconda classificata, giungendo in finale di Coppa d'Israele. Nel 1994 riuscì ad aggiudicarsi la coppa e nel 1995 il titolo israeliano. Si trasferì poi all'Hapoel Haifa, con cui si piazzò quarto in campionato. Nel 1997 fece ritorno al Maccabi Tel Aviv, dove rimase sino al 2000 ottenendo meno successi di quanti aveva raggiunto nel precedente periodo nel club. Vinse infatti la Toto Cup nel 1999. Grant firmò per il Maccabi Haifa nel 2000 e vi restò fino al 2002. Vinse due titoli israeliani nel 2001 e nel 2002, la Toto Cup nel 2002 e perse per un soffio la Coppa d'Israele nello stesso anno.
Nel 2002 fu nominato commissario tecnico della Nazionale israeliana al posto del danese Richard Møller Nielsen. Fallì la qualificazione al campionato del mondo 2006, giungendo al terzo posto nel proprio girone, dopo Francia e Svizzera. Malgrado la mancata qualificazione, il cammino della nazionale di Grant nel suo raggruppamento fu comunque positivo, considerato che chiuse imbattuta con quattro vittorie e sei pareggi. Nell'ottobre del 2005, Grant annunciò che avrebbe lasciato la panchina della Nazionale alla scadenza del suo contratto, prevista per il giugno seguente. Al termine del contratto, diventò il direttore tecnico del Portsmouth allenato da Harry Redknapp.
Amico personale del presidente Roman Abramovič, l'8 luglio 2007 fu nominato Director of Football del Chelsea. Il 20 settembre dopo l'esonero di José Mourinho assunse l'incarico di allenatore fino al termine della stagione, con Steve Clarke come suo assistente.. Non essendo in possesso della licenza UEFA Pro, avrebbe potuto allenare il club soltanto per dodici settimane, trascorse le quali avrebbe necessitato di un'autorizzazione della FA per continuare ad esercitare le sue mansioni. Ha esordito sulla panchina dei Blues con una sconfitta per 0-2 sul campo del Manchester United. Nel corso della stagione, sotto la sua gestione, il rendimento del Chelsea è stato positivo sia in campionato, dove i Blues si sono piazzati al secondo posto con due punti di distacco dalla primatista, sia in Coppa di lega inglese, nella quale è giunto in finale, perdendo però per 1-2 contro il Tottenham Hotspur ai tempi supplementari e nella Coppa d'Inghilterra venne eliminato ai quarti dal Barnsley. Grant è riuscito, poi, a condurre il Chelsea per la prima volta ad una finale di Champions League, sconfiggendo in semifinale il Liverpool. Nella finale di Mosca, però, la sua squadra si è arresa al Manchester United dopo i calci di rigore. Il 24 maggio 2008, tre giorni dopo la sconfitta in finale di Champions League, il Chelsea ha comunicato attraverso il suo sito ufficiale che il contratto in scadenza di Grant non è stato rinnovato ed è da considerarsi concluso con decadenza immediata.
Il 7 ottobre 2009 dopo aver rifiutato la guida tecnica dei New York Red Bulls, accetta la nomina di direttore tecnico del Portsmouth, firmando un contratto triennale. Il 26 novembre subentra all'esonerato Paul Hart come allenatore dei Pompey, che gli affida l'arduo compito di ottenere la salvezza. Il tecnico israeliano non riesce però ad evitare la caduta in Championship, a causa soprattutto della crisi finanziaria del club ed ai nove punti di penalizzazione ad essa conseguiti, ma è comunque complice dell'ottima cavalcata della squadra nella Coppa d'Inghilterra, che termina nella finale contro la sua ex squadra, il Chelsea. Alla fine sono però i Blues ad imporsi (1-0 firmato da Didier Drogba). Il 20 maggio 2010 si dimette da manager del Portsmouth.
Il 3 giugno dello stesso anno firma un contratto di quattro anni col West Ham United, soggetto all'ottenimento del permesso di lavoro. Il 15 maggio 2011 dopo una stagione molto deludente, culminata con la retrocessione in Championship degli Hammers, con l'eliminazione al sesto turno nella Coppa d'Inghilterra per mani dello Stoke City e l'eliminazione in semifinale nella Coppa di lega inglese dal Birmingham City viene sollevato dal suo incarico di allenatore.
Il 13 gennaio 2012 si lega al Partizan Belgrado, in sostituzione del dimissionario Aleksandar Stanojević. Viene eliminato in semifinale della Coppa di Serbia dalla Stella Rossa e il 29 aprile, con tre giornate di anticipo, vince il campionato serbo. Il 20 maggio seguente dopo l'ultima partita di Superliga rassegna le sue dimissioni per motivi personali.
Il 17 settembre 2014 viene nominato direttore tecnico del BEC Tero Sasana, squadra della massima serie thailandese.
Il 17 novembre 2014 viene nominato commissario tecnico del Ghana. L'8 febbraio 2015 perde la finale della Coppa d'Africa 2015, conclusasi con la vittoria per 9-8 ai tiri di rigore contro la Costa d'Avorio. Nella Coppa d'Africa 2017 viene eliminato in semifinale per 2-0 dal Camerun e dopo due giorni perde anche la finale per il terzo posto contro il Burkina Faso. Il 7 febbraio 2017 rassegna le dimissioni in seguito a dissapori con la federazione ghanese per il quarto posto ottenuto.
Il 4 gennaio 2018 viene nominato allenatore del NorthEast Utd, club della massima serie indiana che guida per poco più di due mesi.
Il 22 dicembre 2022 assume la guida dello Zambia.

## Statistiche

### Statistiche da allenatore

#### Club
| Stagione                  | Squadra                   | Campionato                | Campionato | Campionato | Campionato | Campionato | Coppe nazionali | Coppe nazionali | Coppe nazionali | Coppe nazionali | Coppe nazionali | Coppe continentali | Coppe continentali | Coppe continentali | Coppe continentali | Coppe continentali | Altre coppe | Altre coppe | Altre coppe | Altre coppe | Altre coppe | Totale | Totale | Totale | Totale | % Vittorie | Piazzamento      |
| Stagione                  | Squadra                   | Comp                      | G          | V          | N          | P          | Comp            | G               | V               | N               | P               | Comp               | G                  | V                  | N                  | P                  | Comp        | G           | V           | N           | P           | G      | V      | N      | P      | %          | Piazzamento      |
| ------------------------- | ------------------------- | ------------------------- | ---------- | ---------- | ---------- | ---------- | --------------- | --------------- | --------------- | --------------- | --------------- | ------------------ | ------------------ | ------------------ | ------------------ | ------------------ | ----------- | ----------- | ----------- | ----------- | ----------- | ------ | ------ | ------ | ------ | ---------- | ---------------- |
| 1986-1987                 | Hapoel Petah Tiqwa        | LL                        | 30         | 9          | 11         | 10         | CI+CdL          | 4+6             | 1+0             | 2+2             | 1+4             | -                  | -                  | -                  | -                  | -                  | -           | -           | -           | -           | -           | 40     | 10     | 15     | 15     | 25,00      | 10º              |
| 1987-1988                 | Hapoel Petah Tiqwa        | LL                        | 33         | 12         | 10         | 11         | CI+CdL          | 4+6             | 2+2             | 2+1             | 0+3             | -                  | -                  | -                  | -                  | -                  | -           | -           | -           | -           | -           | 43     | 16     | 13     | 14     | 37,21      | 5º               |
| 1988-1989                 | Hapoel Petah Tiqwa        | LL                        | 31         | 15         | 11         | 5          | CI+CdL          | 5+6             | 1+3             | 4+0             | 0+3             | -                  | -                  | -                  | -                  | -                  | -           | -           | -           | -           | -           | 42     | 19     | 15     | 8      | 45,24      | 2º               |
| 1989-1990                 | Hapoel Petah Tiqwa        | LL                        | 32         | 16         | 10         | 6          | CI+CdL          | 6+8             | 2+7             | 2+1             | 2+0             | Int.               | 6                  | 2                  | 1                  | 3                  | LC          | 2           | 1           | 1           | 0           | 54     | 28     | 15     | 11     | 51,85      | 2º               |
| 1990-1991                 | Hapoel Petah Tiqwa        | LL                        | 32         | 20         | 10         | 2          | CI+CdL          | 7+8             | 4+6             | 1+1             | 2+1             | -                  | -                  | -                  | -                  | -                  | -           | -           | -           | -           | -           | 47     | 30     | 12     | 5      | 63,83      | 2º               |
| Totale Hapoel Petah Tiqwa | Totale Hapoel Petah Tiqwa | Totale Hapoel Petah Tiqwa | 158        | 72         | 52         | 34         |                 | 60              | 28              | 16              | 16              |                    | 6                  | 2                  | 1                  | 3                  |             | 2           | 1           | 1           | 0           | 226    | 103    | 70     | 53     | 45,58      |                  |
| 1991-1992                 | Maccabi Tel Aviv          | LL                        | 32         | 23         | 6          | 3          | CI+CdL          | 7+8             | 5+6             | 1+0             | 1+2             | -                  | -                  | -                  | -                  | -                  | -           | -           | -           | -           | -           | 47     | 34     | 7      | 6      | 72,34      | 1º               |
| 1992-1993                 | Maccabi Tel Aviv          | LL                        | 33         | 18         | 8          | 7          | CI+CdL          | 5+8             | 3+5             | 1+3             | 1+0             | UCL                | 4                  | 2                  | 0                  | 2                  | -           | -           | -           | -           | -           | 50     | 28     | 12     | 10     | 56,00      | 2º               |
| 1993-1994                 | Maccabi Tel Aviv          | LL                        | 39         | 27         | 7          | 5          | CI+CdL          | 5+7             | 4+4             | 1+2             | 0+1             | Int.               | 4                  | 0                  | 1                  | 3                  | -           | -           | -           | -           | -           | 55     | 35     | 11     | 9      | 63,64      | 2º               |
| 1994-1995                 | Maccabi Tel Aviv          | LL                        | 30         | 19         | 6          | 5          | CI+CdL          | 2+8             | 1+5             | 0+1             | 1+2             | CdC                | 4                  | 2                  | 1                  | 1                  | -           | -           | -           | -           | -           | 44     | 27     | 8      | 9      | 61,36      | 1º               |
| 1995-1996                 | Hapoel Haifa              | LL                        | 30         | 19         | 7          | 4          | CI+CdL          | 2+6             | 1+2             | 0+2             | 1+2             | -                  | -                  | -                  | -                  | -                  | -           | -           | -           | -           | -           | 38     | 22     | 9      | 7      | 57,89      | 4º               |
| 1996-1997                 | Maccabi Tel Aviv          | LL                        | 30         | 13         | 7          | 10         | CI+CdL          | 5+7             | 4+4             | 0+0             | 1+3             | UCL+CU             | 2+2                | 0+0                | 1+1                | 1+1                | -           | -           | -           | -           | -           | 46     | 21     | 9      | 16     | 45,65      | 6º               |
| 1997-1998                 | Maccabi Tel Aviv          | LL                        | 30         | 10         | 9          | 11         | CI+CdL          | 2+8             | 1+4             | 0+3             | 1+1             | -                  | -                  | -                  | -                  | -                  | -           | -           | -           | -           | -           | 40     | 15     | 12     | 13     | 37,50      | 6º               |
| 1998-1999                 | Maccabi Tel Aviv          | LL                        | 30         | 20         | 3          | 7          | CI+CdL          | 2+8             | 1+8             | 0+0             | 1+0             | -                  | -                  | -                  | -                  | -                  | -           | -           | -           | -           | -           | 40     | 29     | 3      | 8      | 72,50      | 2º               |
| 1999-2000                 | Maccabi Tel Aviv          | Lh                        | 39         | 18         | 8          | 13         | CI+CdL          | 2+2             | 1+0             | 0+0             | 1+2             | CU                 | 4                  | 1                  | 1                  | 2                  | -           | -           | -           | -           | -           | 47     | 20     | 9      | 18     | 42,55      | 6º               |
| Totale Maccabi Tel Aviv   | Totale Maccabi Tel Aviv   | Totale Maccabi Tel Aviv   | 263        | 148        | 54         | 61         |                 | 86              | 56              | 12              | 18              |                    | 20                 | 5                  | 5                  | 10                 |             | -           | -           | -           | -           | 369    | 209    | 71     | 89     | 56,64      |                  |
| 2000-2001                 | Maccabi Haifa             | Lh                        | 38         | 24         | 10         | 4          | CI+CdL          | 4+2             | 3+1             | 0+0             | 1+1             | CU                 | 4                  | 1                  | 2                  | 1                  | -           | -           | -           | -           | -           | 48     | 29     | 12     | 7      | 60,42      | 1º               |
| 2001-2002                 | Maccabi Haifa             | Lh                        | 33         | 22         | 9          | 2          | CI+CdL          | 5+3             | 4+2             | 1+0             | 0+1             | UCL                | 2                  | 1                  | 0                  | 1                  | -           | -           | -           | -           | -           | 48     | 29     | 12     | 7      | 60,42      | 1º               |
| Totale Maccabi Haifa      | Totale Maccabi Haifa      | Totale Maccabi Haifa      | 71         | 46         | 19         | 6          |                 | 14              | 10              | 1               | 3               |                    | 6                  | 2                  | 2                  | 2                  |             | -           | -           | -           | -           | 91     | 58     | 22     | 11     | 63,74      |                  |
| set. 2007-2008            | Chelsea                   | PL                        | 32         | 22         | 8          | 2          | FACup+CdL       | 4+6             | 3+5             | 0+1             | 1+0             | UCL                | 12                 | 5                  | 6                  | 1                  | CS          | -           | -           | -           | -           | 54     | 35     | 15     | 4      | 64,81      | sub, 2º          |
| nov. 2009-2010            | Portsmouth                | PL                        | 25         | 5          | 6          | 14         | FACup+CdL       | 7+1             | 3+0             | 3+0             | 1+1             | -                  | -                  | -                  | -                  | -                  | -           | -           | -           | -           | -           | 33     | 8      | 9      | 16     | 24,24      | sub, 20º (retr.) |
| 2010-2011                 | West Ham                  | PL                        | 37         | 7          | 12         | 18         | FACup+CdL       | 4+6             | 3+4             | 0+1             | 1+1             | -                  | -                  | -                  | -                  | -                  | -           | -           | -           | -           | -           | 47     | 14     | 13     | 20     | 29,79      | Eson.            |
| gen.-giu. 2012            | Partizan                  | SL                        | 15         | 12         | 2          | 1          | CS              | 2               | 0               | 0               | 2               | -                  | -                  | -                  | -                  | -                  | -           | -           | -           | -           | -           | 17     | 12     | 2      | 3      | 70,59      | sub, 1°          |
| gen.-giu. 2018            | NorthEast Utd             | SL                        | 10         | 1          | 1          | 8          | CI              | 1               | 0               | 0               | 1               | -                  | -                  | -                  | -                  | -                  | -           | -           | -           | -           | -           | 11     | 1      | 1      | 9      | &9,09      | sub, 10º         |
| Totale carriera           | Totale carriera           | Totale carriera           | 641        | 332        | 161        | 148        |                 | 199             | 115             | 36              | 48              |                    | 44                 | 14                 | 14                 | 16                 |             | 2           | 1           | 1           | 0           | 886    | 462    | 212    | 212    | 52,14      |                  |

#### Nazionale
| Anni      | Nazione | Partite | Partite | Partite | Partite | Partite    |
| Anni      | Nazione | G       | V       | N       | P       | % vittorie |
| --------- | ------- | ------- | ------- | ------- | ------- | ---------- |
| 2002-2007 | Israele | 33      | 14      | 13      | 6       | 42,4%      |
| 2014-2017 | Ghana   | 28      | 13      | 7       | 8       | 44,4%      |
| 2022-     | Zambia  | 23      | 10      | 5       | 8       | 43,4%      |

## Palmarès

### Club
- Coppa di Lega israeliana: 4

Hapoel Petah Tiqwa: 1989-1990, 1990-1991
Maccabi Tel Aviv: 1992-1993, 1998-1999
- Campionato israeliano: 4

Maccabi Tel Aviv: 1991-1992, 1994-1995
Maccabi Haifa: 2000-2001, 2001-2002
- Coppa israeliana: 1

Maccabi Tel Aviv: 1993-1994
- Campionato serbo: 1

Partizan Belgrado: 2011-2012